# スカイラー郡 (ミズーリ州)
スカイラー郡（英: Schuyler County）は、アメリカ合衆国ミズーリ州の北西部に位置する郡である。2010年国勢調査での人口は4,431人であり、2000年の4,170人から6.3％増加した。郡庁所在地はランカスター市（人口728人）であり、同郡で人口最大の都市でもある。スカイラー郡は1845年2月14日に設立され、郡名はアメリカ独立戦争の将軍でニューヨーク州選出の大陸会議代議員とアメリカ合衆国上院議員を務めたフィリップ・スカイラーにちなんで名付けられた。第二次世界大戦時の輸送船USSスカイラーは、スカイラー郡にもちなんで名付けられたものである。
スカイラー郡はカークスビル小都市圏に属している。

## 地理
アメリカ合衆国国勢調査局に拠れば、郡域全面積は308.16平方マイル（798.1km2）であり、このうち陸地は307.87平方マイル（797.4km2）、水域は0.292平方マイル（0.75km2）で、水域率は0.09％である。

### 主要高規格道路
- アメリカ国道63号線
- アメリカ国道136号線
- ミズーリ州道202号線

### 隣接する郡
- アイオワ州アパヌース郡 - 北西
- アイオワ州デイビス郡 - 北東
- スコットランド郡 - 東
- アデア郡 - 南
- パットナム郡 - 西

## 人口動態
以下は2000年の国勢調査による人口統計データである。
| 基礎データ - 人口: 4,431人 - 世帯数: 1,725 世帯 - 家族数: 1,193 家族 - 人口密度: 5人/km2（14人/mi2） - 住居数: 2,027軒 - 住居密度: 3軒/km2（7軒/mi2） 人種別人口構成 - 白人: 98.44% - アフリカン・アメリカン: 0.05% - ネイティブ・アメリカン: 0.31% - アジア人: 0.17% - 太平洋諸島系: 0.02% - その他の人種: 0.17% - 混血: 0.84% - ヒスパニック・ラテン系: 0.65% 年齢別人口構成 - 18歳未満: 24.6% - 18-24歳: 6.7% - 25-44歳: 24.8% - 45-64歳: 24.1% - 65歳以上: 19.8% - 年齢の中央値: 41歳 - 性比（女性100人あたり男性の人口） - 総人口: 93.1 - 18歳以上: 90.8 | 世帯と家族（対世帯数） - 18歳未満の子供がいる: 29.6% - 結婚・同居している夫婦: 59.1% - 未婚・離婚・死別女性が世帯主: 7.2% - 非家族世帯: 30.8% - 単身世帯: 28.2% - 65歳以上の老人1人暮らし: 15.2% - 平均構成人数 - 世帯: 2.39人 - 家族: 2.90人 収入と家計 - 収入の中央値 - 世帯: 27,385米ドル - 家族: 34,564米ドル - 性別 - 男性: 25,625米ドル - 女性: 18,728米ドル - 人口1人あたり収入: 15,850米ドル - 貧困線以下 - 対人口: 17.0% - 対家族数: 13.2% - 18歳未満: 22.1% - 65歳以上: 17.6% |

## 都市と町
| - コーストビル - ダウニング - グレンウッド | - グリーントップ - ランカスター - 郡庁所在地 - クイーンシティ |

## 政治

### 地方
スカイラー郡の地方レベルでは民主党が大半の政治を支配しており、郡の選挙で選ばれる役職は3人を除いて独占している。

### 国政

#### 2008年大統領予備選挙
2008年の大統領予備選挙で、スカイラー郡は二大政党の候補者をどちらも州全体と全国で二位に終わった者を選んだ。民主党の予備選挙ではヒラリー・クリントンが1位となり、さらに共和党予備選挙で各候補に投じられた票数よりも多かった。

## 著名な出身者
- ファレル・ドブス、トロツキー主義者、労働運動家、社会主義労働者党から大統領候補になった